# Anfiteatro (aula)

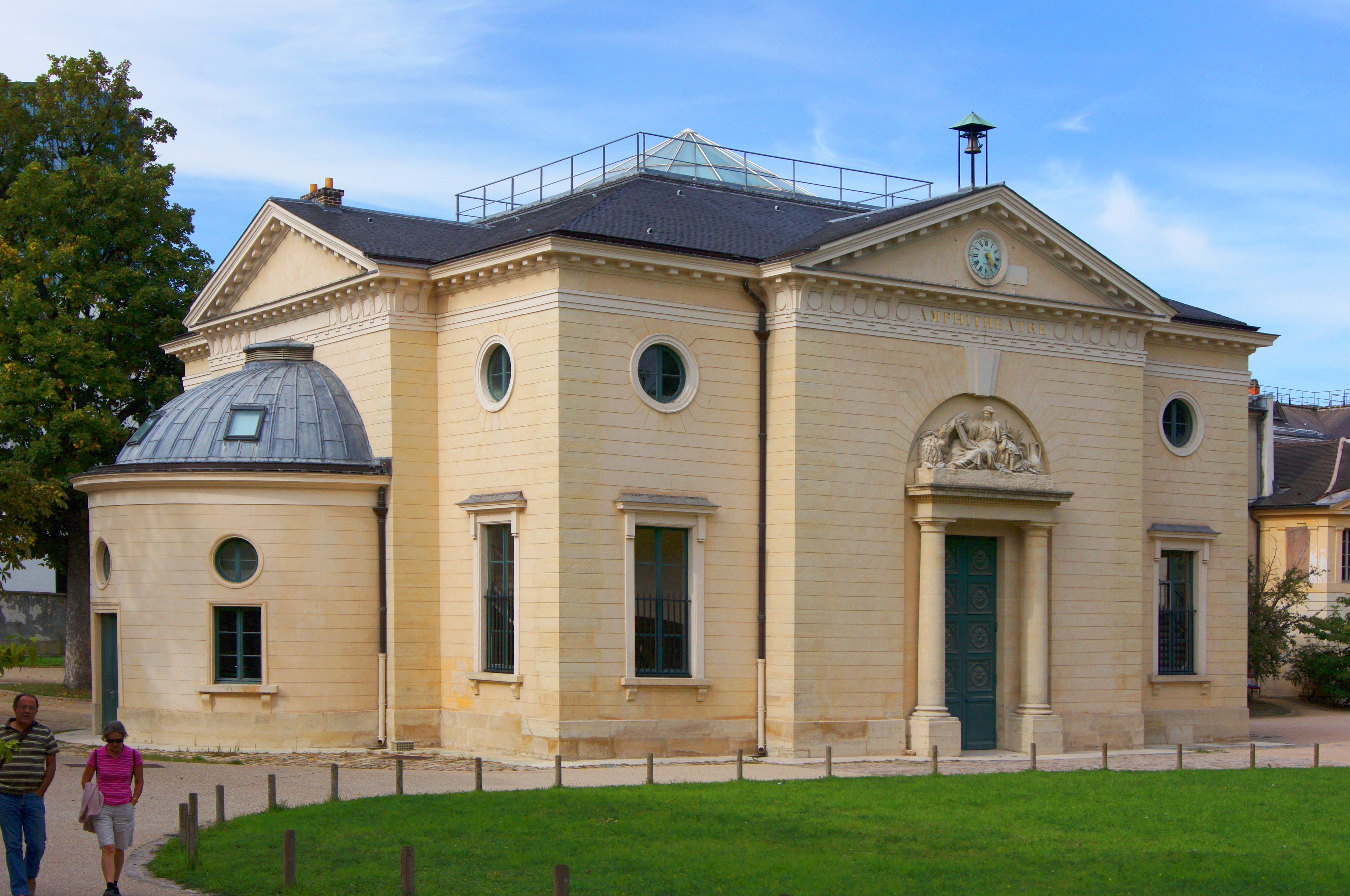
El anfiteatro Verniquet (conocido también como «Gran Anfiteatro»), en el Jardín de las Plantas, en París (Francia). El Museo Nacional de Historia Natural de Francia organiza conferencias y otros eventos en su interior.

Un anfiteatro es un tipo de aula, normalmente semicircular, que se caracteriza porque en ella los asientos destinados al público asistente están dispuestos de manera escalonada en forma de gradas. Este tipo de aulas puede consistir en habitaciones situadas en el interior de edificios mayores, o ser incluso edificios en sí mismos. En función de cada anfiteatro, el graderío puede ser de planta cuadrangular o de planta semicircular, y puede estar o no estar dotado de mesas o superficies para poder escribir o tomar notas.
Normalmente las escuelas y pequeños centros de formación tienen pequeñas aulas convencionales con capacidad para entre 10 y 40 personas. Los anfiteatros en cambio suelen tener capacidad para albergar varios cientos de personas. Además, los anfiteatros modernos suelen estar equipados con sistemas audiovisuales, como por ejemplo micrófonos acoplados a instalaciones de megafonía, y retroproyectores o proyectores de vídeo.
Un anfiteatro anatómico es una sala diseñada para demostraciones y enseñanza de anatomía. Existían ya en las primeras universidades modernas, el primer anfiteatro anatómico se construyó en 1594 en la Universidad de Padua.

## Galería de imágenes

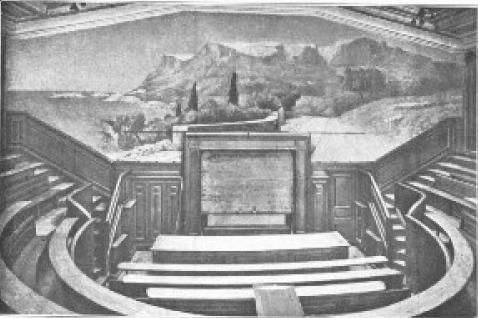
Anfiteatro de Geología de la Sorbona, 1909.
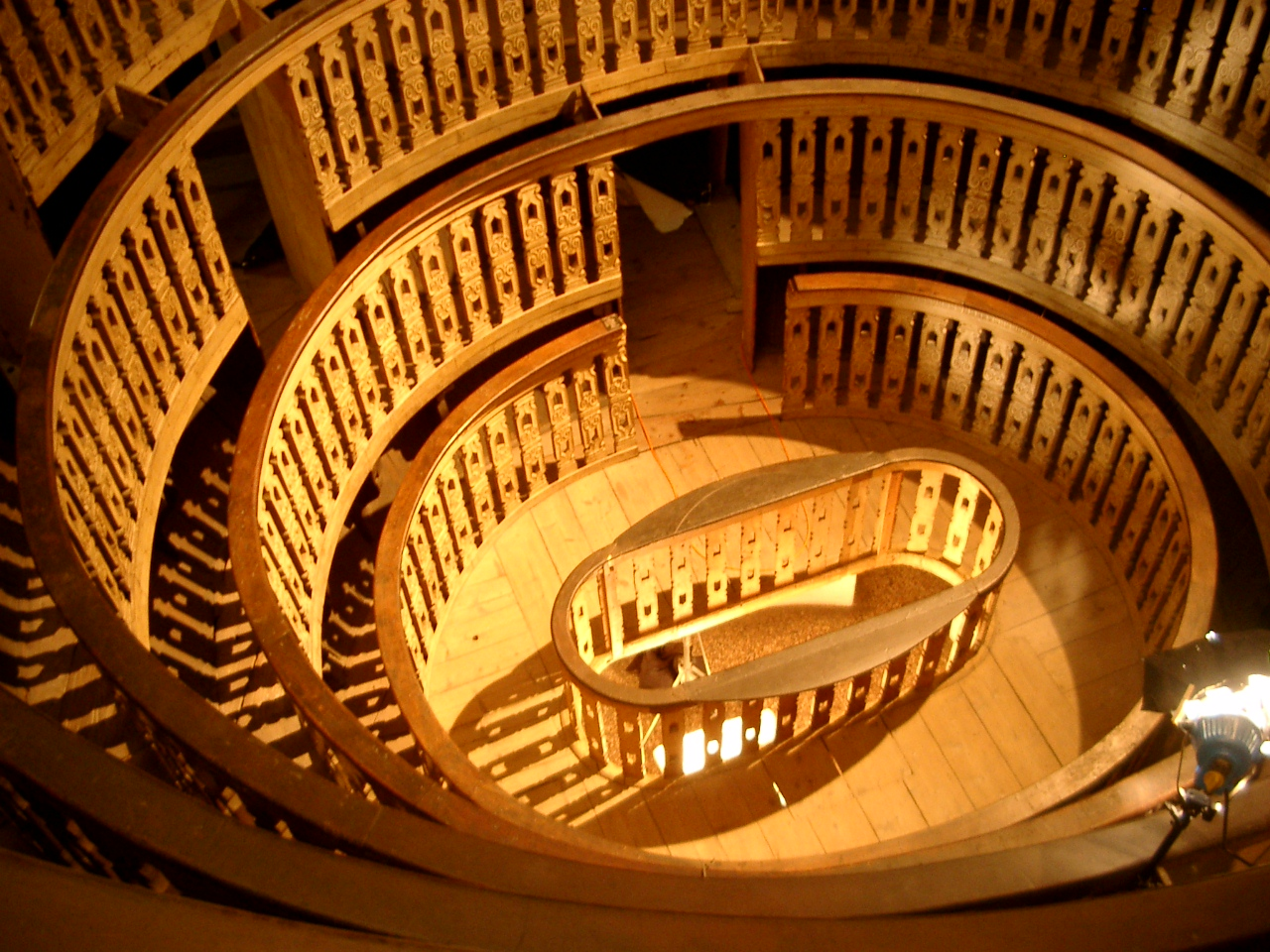
Anfiteatro anatómico de Padua.
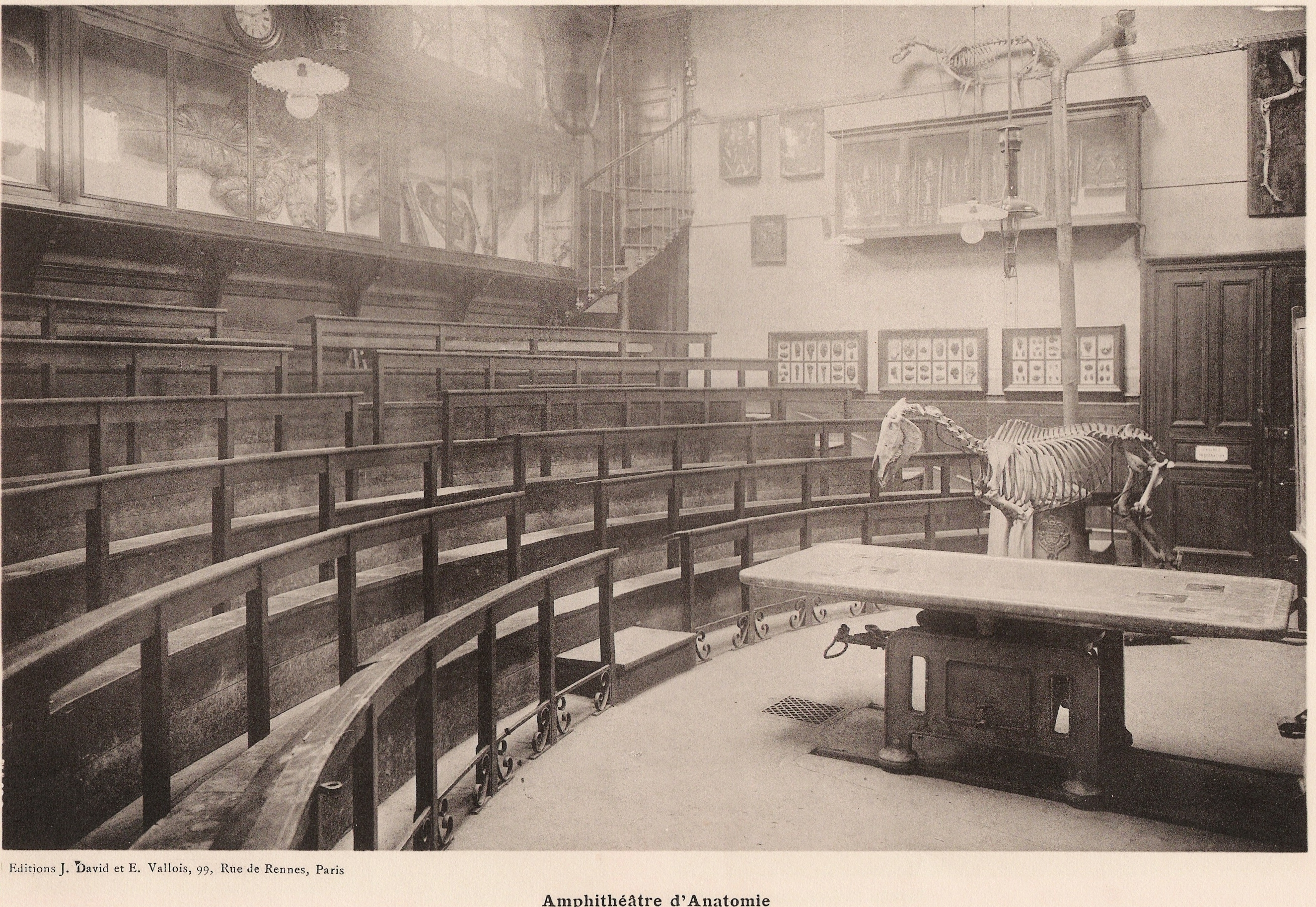
Anfiteatro de anatomía veterinaria, Toulouse, principios del siglo XX.